# 臣民
臣民（しんみん、英語: subject、ドイツ語: Untertan）は、君主国において、君主に支配される者としての人民を指す語。

## 概念

### 中華
中国文化及び儒学においては、臣と民は全く異なる存在であった。「臣」とは朝廷に仕える士大夫即ち政府高官であり、「民」とは朝廷に統治される民衆であって、皇帝は臣の輔弼のもとに民を統治するものとされた。そのため、行動様式も倫理も、臣と民では根本的に異なっていた。例えば、国家が滅んだ際、民が新国家の民となるのは普通のことであったが、臣がそれを行うと「弐臣」（二君に仕える、裏表のある臣下）として厳しく批判された。

### 欧州
ヨーロッパの歴史においては臣民の呼称は封建主義から絶対王政へ移る中での近代国民国家形成の重要な意味を持っている。封建主義時代のヨーロッパは身分制のもとにあって司祭・職人・商人・農民などそれぞれに身分別特権があり、法的にも社会的にも様々な不平等が存在したが、絶対王政期に国王が君主権力の絶対性・無制約性（国家主権）を主張することで各身分の身分別特権は剥奪されていった。これによって君主以外のすべての者が君主に従属する臣民として平等化されていき、身分制が崩れて国民国家への道が開かれた。すなわち臣民とは絶対王政の平準化の所産であり、国民形成の第一段階を成すものだった。

### 日本
日本は東アジア文化圏に属しており臣と民は長く別の存在と理解されており、文明開化により西欧の「国王の大権に服する全ての者」としてのSubject-Untertanの概念を移入するさいに「臣民」なる語が作出された。明治憲法18条において「日本臣民タルノ要件ハ法律ノ定ムル所ニ依ル」と定められ、天皇と皇族以外の国民を指す語として使用されるようになった。官吏であれ民衆であれ、等しく天皇に従属する者として「臣民」という名称が用いられた。皇族でも軍人としては「臣民」であるとされ、現役海軍将校だった頃の高松宮宣仁親王が、紀元二千六百年式典の際に「臣・宣仁」と称した例がある。戦後になると、日本国憲法の国民主権の建前からこの表現を公的に使用するのは避けられるようになった。私的に用いられることも極めて稀で、吉田茂が昭和天皇に対し「臣・茂」と称した程度。

### 英国
イギリスでは「イギリス臣民（英: British subject）」は現在も公的に国民を指す語として使用され続けている表現である。イギリス国民は依然として「王の臣民＝王の保護と臣民の忠誠」という概念のもとにある。

### 米国
ガブリエル・アーモンドとシドニー・ヴァーバによる『現代市民の政治文化』（英: The Civic Culture、1963年）によれば、国民が主体的・能動的であるのに対し、臣民は客体的・受動的であるとされ、臣民的要素が強ければ政治は安定する傾向があり、したがって参加型の政治文化と臣民型の政治文化が混合した社会こそが最も安定した政治を実現できるとしている。